# Forbidden Demos 1985/1991
Forbidden Demos 1985/1991 è un album raccolta degli XYZ, pubblicato il 14 novembre 2005 per l'etichetta discografica Fyco Records.

## Tracce
1. Can't Get Over You 3:32 (1990)
2. Inside Out 3:44 (Demo 1988)
3. High Life 3:42 (Demo 1988)
4. Follow the Night 3:36 (Demo)
5. Got Me Wrong 4:21 (Live 1988)
6. After the Rain 3:17 (Demo 1987)
7. Souvenirs 5:07 (Demo 1986)
8. Made for Love 4:13 (1986)
9. It Could Be You 3:40 (1986)
10. Seventeen 4:10 (1986)
11. Just a Friend 2:33 (1985)
12. Lonely Without You 4:36
13. Missing You 4:29
14. Rainy Days 1:33 (Bobby Pieper)
15. Lonely Without You 4:59 (Bobby Pieper)
16. Never Too Late 3:43
17. Souvenirs 4:57  (Bobby Pieper 1985)
18. High Life 4:22 (Bobby Pieper)

## Formazione
- Terry Ilous - voce
- Marc Diglio - chitarra
- Bobby Pieper - chitarra
- Pat Fontaine - basso
- Paul Monroe - batteria
- Jo Pafumi - batteria
- Jamie Lewis - tastiere